# Blažević Dol
Blažević Dol (1991-ig Blaževića Dol) falu Horvátországban, Bród-Szávamente megyében. Közigazgatásilag Staro Petrovo Selohoz tartozik.

## Fekvése
Bródtól légvonalban 34, közúton 44 km-re északnyugatra, Pozsegától   légvonalban 12, közúton 30 km-re délnyugatra, községközpontjától légvonalban 4, közúton 7 km-re északkeletre, Nyugat-Szlavóniában, a Pozsegai-hegység déli lejtőin, a Vrbova-patak völgyében fekszik.

## Története
Területe már az őskorban is lakott volt, határában a Bregi – Svinjci lelőhelyen az újkőkorszaki Lasinja kultúra leleteit találták meg.
A település a 19. században keletkezett Orbova falu északi, hegyi határrészén, a Pozsegai-hegység déli lejtőin. 1931-ig Orbova része volt. 1900-ban 35, 1910-ben 98 lakosa volt. Az 1910-es népszámlálás szerint lakossága horvát anyanyelvű volt. Pozsega vármegye Újgradiskai járásának része volt. Az első világháború után 1918-ban az új szerb-horvát-szlovén állam, majd később (1929-ben) Jugoszlávia része lett. A település 1991-től a független Horvátországhoz tartozik. 1991-ben lakosságának 96%-a horvát nemzetiségű volt. 2011-ben 154 lakosa volt, akik mezőgazdasággal, szőlőtermesztéssel, állattartással foglalkoztak.

## Lakossága
| Lakosság változása | Lakosság változása | Lakosság változása | Lakosság változása | Lakosság változása | Lakosság változása | Lakosság változása | Lakosság változása | Lakosság változása | Lakosság változása | Lakosság változása | Lakosság változása | Lakosság változása | Lakosság változása | Lakosság változása | Lakosság változása |
| ------------------ | ------------------ | ------------------ | ------------------ | ------------------ | ------------------ | ------------------ | ------------------ | ------------------ | ------------------ | ------------------ | ------------------ | ------------------ | ------------------ | ------------------ | ------------------ |
| 1857               | 1869               | 1880               | 1890               | 1900               | 1910               | 1921               | 1931               | 1948               | 1953               | 1961               | 1971               | 1981               | 1991               | 2001               | 2011               |
| 0                  | 0                  | 0                  | 0                  | 35                 | 98                 | 51                 | 285                | 421                | 433                | 380                | 184                | 248                | 256                | 181                | 154                |

(1931-ig településrészként, 1948-tól önálló településként.)

## Nevezetességei
Szent Illés próféta tiszteletére szentelt római katolikus kápolnája az orbovai Szent György plébánia filiája.